# Sainte-Agathe-en-Donzy
Sainte-Agathe-en-Donzy település Franciaországban, Loire megyében. Lakosainak száma 117 fő (2022. január 1.). Sainte-Agathe-en-Donzy Sainte-Colombe-sur-Gand, Violay, Bussières, Cottance, Montchal és Rozier-en-Donzy községekkel határos.

## Népesség
A település népessége az elmúlt években az alábbi módon változott:
| Lakosok száma | 165  | 124  | 118  | 121  | 117  | 125  | 129  | 120  | 116  | 117  |
|               | 1968 | 1982 | 1990 | 2006 | 2013 | 2015 | 2017 | 2019 | 2020 | 2022 |